# Kato Karveli
Kato Karveli este o așezare în Grecia în prefectura Messinia.

## Legături externe
- Kato Karveli la greece.com